# موارنة
الموارنة (بالسريانية: ܡܪܘܢܝܐ، مارونايي)، هي مجموعة دينية تقطن في سواحل بلاد الشام وخاصة في لبنان وتتبع الكنيسة المارونية. تعود تسميتهم إلى مار مارون الراهب السرياني الذي عاش في شمال سوريا خلال القرن الرابع وانتقل اتباعه لاحقًا إلى جبل لبنان ليقترن اسمهم به منذ القرن العاشر الميلادي مؤسسين بذلك الكنيسة المارونية.
تمكن الموارنة من الحفاظ على كيان شبه مستقل في خلال فترتي الخلافة الاموية والعباسية محافظين بذلك على ديانتهم المسيحية حتى الآن ولغتهم السريانية حتى القرن الثالث عشر.
هيمن الموارنة لاحقًا على كل من متصرفية جبل لبنان العثمانية بالقرن التاسع عشر وجمهورية لبنان الكبير برعاية دول أوروبية. غير أن هجرة أعداد كبيرة منهم إلى الأمريكيتين ونشوب الحرب الأهلية اللبنانية أدت إلى تقلص اعدادهم بشكل حاد حيث يشكلون حاليًا حوالي ربع عدد سكان لبنان.[بحاجة لمصدر]

## الديانة

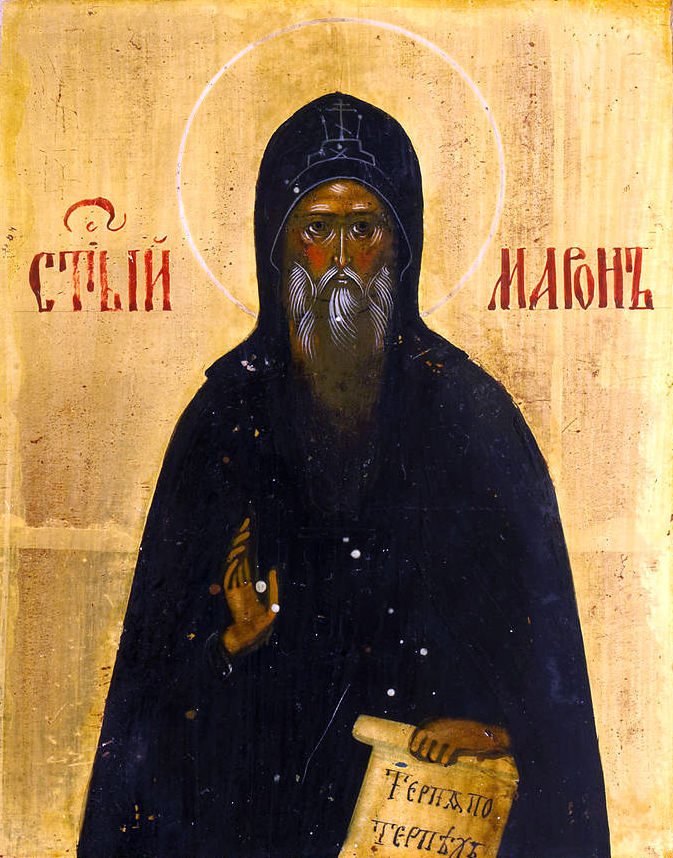
مارون الناسك السرياني

يتبع الموارنة إلى الكنيسة المارونية أو الكنيسة الأنطاكية السريانية المارونية وهي كنيسة أنطاكيّة، وسريانية، وشرقية، وكاثوليكية، وشبه وطنية؛ اجتمعت نواتها الأولى حول القديس مارون بهيئة حركة رهبانيّة ما لبثت أن ضمّت علمانيين، لذلك دعيت باسمه. وقد أكد المجمع البطريركي الماروني الذي ختم أعماله عام 2006 هوية الكنيسة بأنها: ”كنيسة أنطاكية سريانية ذات تراث ليتورجي خاص“.
يعتبر الموارنة أيضًا من دوحة الكنيسة السريانية تاريخيًا وطقسيًا وثقافيًا، أما إيمانيًا، فهم جزء من الكنيسة الكاثوليكية التي تقرّ بسيادة البابا، رغم ذلك، فللكنيسة المارونيّة بطريركها الخاص وأساقفتها. ويقيم البطريرك في بكركي الواقعة ضمن قضاء كسروان اللبناني، ويعاونه في الإدارة المجمع المقدس، أما الأبرشيات فهي سبع وعشرون أبرشية حول العالم. وللكنيسة المارونيّة رهبناتها الخاصة، وتعتبر الرهبنة اللبنانية المارونية أكبر رهبنة في الشرق الأوسط.
برز الموارنة كجماعة رهبانية ثم طائفة دينية اتفقت مع الملكيين الإنطاكيين على مجمع خلقيدونية مع المحافظة على التراث السرياني خلافًا لسائر الملكيين الذين اندمجوا في التراث البيزنطي كليًا، وفي الوقت نفسه اتفق الموارنة مع الكنيسة السريانية الأرثوذكسية بالحفاظ على التراث السرياني لكنهم حافظوا على وحدة الكنيسة بقبول المجمع الخلقيدوني، و«لو لم يتوفر لهذه الكنيسة الالتقاء مع الكنيسة الكاثوليكية في روما لكان مصيرها كمصير بقية الكنائس التي تعرف اليوم باسم الكنائس الوطنية المستقلة، ولو لم تتمسك بلغتها وطقسها وخطها الحضاري لكان حظها كحظ الكنيسة الملكية التي اندمجت في تراث بيزنطة بشكل كلي».
يعرف أتباع هذه الكنيسة بالموارنة، ويبلغ تعدادهم في العالم أكثر من ثلاثة ملايين نسمة، يعيش ثلثهم تقريبا في لبنان، وإلى جانب تواجدهم في لبنان، يتواجد الموارنة في سوريا. أما عن الاغتراب المارونيّ، فهو يتركز أوروبيًا في فرنسا وأمريكيًا في الولايات المتحدة والبرازيل والمكسيك. كذلك يوجد عدد كبير من الموارنة في أستراليا وكندا ودول الخليج العربي وغرب أفريقيا، وبناءً عليه تعتبر الكنيسة المارونيّة، أكبر كنيسة مشرقيّة داخل النطاق الأنطاكي، وتحل ثانيًا بعد الكنيسة القبطية على مستوى الشرق الأوسط. أيضًا تعتبر الكنيسة المارونيّة أكبر هذه الطوائف من حيث التواصل الجغرافي لأماكن الانتشار.

## الأصول
يعود أصل الموارنة إلى أراضي سوريا الحالية بلا شك، حيثُ نشأت الطائفة المارونية في حلب وانتشرت إلى أماكن مختلفة، أبرزُها مناطق حمص وحماة وسط سوريا، ومعرة النعمان وأنطاكية وعنتاب ومنبج في الشمال، قبل أن يتّسع انتشارها ليصل إلى كسروان في لبنان.
منذ نهاية القرن السادس عشر طفق عدد كبير من المؤرخين الموارنة، وهم في الغالب من خريجي المدرسة المارونية في روما، يكتبون عن أصل الطائفة المارونية وجذورها، ثم خطا البطريرك اسطفان الدويهي في القرن السابع عشر مزيدًا في هذا المجال إذ أنه أول من كتب بشكل واف ومنتظم عن تاريخ الكنيسة والطائفة المارونيتين، ولذلك يعدّ أول مؤرخ ماروني في الأزمنة الحديثة"، وقد كانت تكاثرت هذه المؤلفات خلال القرن التاسع عشر والقرن العشرين، ولعلّ من أهم المؤرخين الأب اليسوعي هنري لامنس، والموفد البابوي يوسف السمعاني ورئيس أساقفة بيروت يوسف الدبس، وفي العصر الحديث الأباتي بولس نعمان والأب بطرس ضو والمطران بيير ديب فضلاً عن المؤرخ كمال الصليبي.
وقد اختلف المؤرخون باختلاف الحقب، في تحديد أصل واحد للموارنة كجماعة دينية، وإن كانت ككنيسة جزء من التراث السرياني الإنطاكي الغربي بما لا يقبل الشك. لعلّ أحد أبرز ميادين الاختلاف في القرن العشرين، قد تسبب نتيجة الحرب الأهلية اللبنانية وما رافق ذلك من محاولة بعض المؤرخين ربط الموارنة بمحيطهم العربي، ومحاولة بعضهم لآخر فصلهم عن هذا المحيط وربطهم بهويات أخرى، وصلت لحد اعتبار «الأمّة المارونية» كيانًا قائمًا بذاته.

### السريان
الموارنة جماعة نشأت في «سوريا الكبرى» بأنهم جزء وذوي أصول مع الأمة السريانية، وذلك واضح لكون طقوس الكنيسة المارونية طقوس سريانية غربية، وجزء هام من قديسيها مبجلون في الكنائس السريانية، كما أنها استعملت ولا تزال، اللغة السريانية كلغة ليتورجية؛ يقول الأباتي بولس نعمان، أن الموارنة «شعب مسيحي قروي كان يعيش في أرياف بطريركية أنطاكية ولغته سريانيّة - آرامية وطقوسه فيها عنصر شعري عاطفي» ويتفق مع يوحنا تابت بتوصيف الطائفة بأنها «ديانة حقول مرحة».
غير أن عددًا كبيرًا من الباحثين السريان وغيرهم حديثًا، ومنهم متى موسى قد أعلنوا «فقدان» الموارنة الهوية السريانية. ذلك يعود لعدة عوامل، أولاً لأنه ومنذ القرن العاشر انفصل الموارنة جغرافيًا عن سائر السريان، فبينما استقرّ الموارنة بشكل أساسي في جبل لبنان، فإن باقي السريان انتشروا في شمال العراق وشمال شرق سوريا وبعض مناطق جنوب تركيا حاليًا، وبالتالي فإنه وطوال ألف عام، نمت الشخصية السريانية وتطورت بمعزل عن الشخصية المارونيّة، التي نمت وتطورت بشكل منفصل من واقعها الخاص، وكوّنت موروثاتها الثقافية الخاصة، يضاف إلى ذلك فقدان الموارنة، ومنذ فترة مبكرة، اللغة السريانية كلغة تخاطب، على عكس سائر الكنائس السريانية التي لا يزال أغلب أتباعها في سوريا والعراق يجيدون السريانية وإن كانت أعدادًا أقل منهم تستعملها كلغة تخاطب. عمومًا فإن فقد اللغة السريانية، لم يتم دفعة واحدة بل على مراحل استغرقت قرونًا طويلة، لدينا اليوم ومن القرن الحادي عشر ترجمة لكتاب «الهدى الماروني» الذي وضع بالسريانية وترجمه الأسقف داود إلى العربية، وقال في مقدمة الترجمة أنه نقله إلى العربية لانتشار هذه اللغة في ذلك العصر، ومن ثم أهدى الكتاب لأهل جبيل ما يدلّ على انتشار العربية في مناطق الساحل اللبناني، بينما احتفظت قرى الجبل بالسريانية، وقد مكثت بشري وثلاث قرى محيطة تستعمل السريانية في تخاطبها، حتى القرن التاسع عشر، هناك أيضًا أجزاء من كتاب «تاريخ العالم» لمؤلفه «قيس الماروني» ترقى للعصر العباسي، وكتبت بالعربية أيضًا. وعندما أخذت العربية تنتشر في الجبل، اختلطت بالسريانية فتشكلت اللهجة اللبنانية المحكية، ونملك اليوم «مديحة كسروان» وهي مجموعة من الزجليات التي ترقى للقرن الرابع عشر نظمها الأسقف جبرائيل القلاعي، وتشكل تاريخ الكنيسة منذ القرن الخامس. ورغم أن المجمع اللبناني عام 1736 أصر على تأدية الطقوس بالسريانية ثم بالعربية، واستمرت الكتب الطقسية توضع بالسريانية أو الكرشونية، إلا أن الكنيسة أصدرت ومنذ نهاية القرن التاسع عشر كتب الطقوس بالعربية، بل أدت الطقوس نفسها بالعربية ولم يعد يتلى بالسريانية، سوى بعض المقاطع الرمزية ككلام التقديس. أعمق من ذلك، فإنه خلال نشاط الإرساليات اللاتينية للموارنة، بين القرنين السادس عشر والسابع عشر، أُحلت عدد من القطوس اللاتينية بدلاً من السريانية ما أدى إلى مزيد من التباعد. رغم أن أغلب الطقوس أعيدت إلى شكلها السرياني كما كانت عليه، خلال النصف الثاني من القرن العشرين بدءًا من عهد البطريرك بولس بطرس المعوشي، وعندما أصدر المجمع البطريركي الماروني نصوصه وتوصياته عام 2006، قال بشكل واضح في نصه الثاني أن الكنيسة المارونية ذات «أصل سرياني وإنطاكي وتراث خاص»، ثم عاد وأوضح في النص الثامن عشر أن «الثقافة العربية باتت أحد أعمدة تراث الكنيسة»، كما دعا البابا يوحنا بولس الثاني خلال رسالته «رجاء جديد للبنان» على اعتبار «اندراجهم في الثقافة العربية التي طالما ساهموا بها في موقع متميز، فرصة ليقودوا مع مسيحيي البلاد العربية الآخرين حوارًا حقيقيًا مع مؤمني الإسلام».

### الفينيقيون
| موارنة                    | هناك مفهوم في عقول بعض اللبنانيين هو نتيجة رواسب الماضي وتركيب هويات متناقضة خلال القرنين الأخيرين لدعم مطالب سياسية وطائفية. | موارنة |
| — بطرس لبكي، مؤرخ ماروني. | |        |

لم يسبق أن ناقش مؤرخ سواءً أكان مارونيًا أم لا، كون الموارنة متحدرين من أصل فينقي منذ أن بدأت مؤلفات التأريخ للموارنة بالظهور في القرن السادس عشر وحتى النصف الأول من القرن العشرين، وعندما بدأت هذه النزعة قبل الحرب الأهلية اللبنانية انتشرت في أوساط أدبية وسياسية لا في أوساط علمية، كان من روادها على سبيل المثال الشاعر سعيد عقل. ثم جاءت الحرب الأهلية، التي ترافقت مع تبني أوساط سياسية لهذا الطرح مثل حزب «حراس الأرز» لمؤسسه إتيان صقر، والذي وجد أن الموارنة هم ورثة الفينيق، الذين أسسوا حضارة مزدهرة في الألف الثاني قبل الميلاد على ساحل لبنان وسوريا حاليًا. يعيق هذا الطرح أمران أساسيان، الأول أنه من الثابت تاريخيًا أن الجماعة المارونية نشأت على ضفاف نهر العاصي، وعشية الفتح العربي وكما يذكر مؤرخ القرن التاسع ديونيسيوس التلمحري، كانوا يشكلون الأغلبية وذاتية مستقلة في حمص وحماة وشيزر، معرة النعمان أي ليس في لبنان؛ وأنه من الصحيح انتقال البطريركية أواخر القرن السابع إلى البترون - ما يفترض وجود جماعة مارونية فيها - إلا أن ثقل الموارنة ظل في وادي العاصي حتى القرن العاشر، وهو تاريخ بداية اضطهاد الأقليات الدينية وعلى رأسها المسيحية من قبل الخلفاء العباسيين والفاطميين، حتى أن التلمحري يذكر أن البطاركة ظلوا ينصبون من دير مار مارون في وادي العاصي لا من سواه، عندما كتب تأريخه. ويقول الدكتور إلياس قطار، المدير السابق للموسوعة المارونية التي تصدر عن جامعة الروح القدس في الكسليك، أن الهجرة المارونية، تمت خلال القرن العاشر والقرن الحادي عشر من حمص وحماة وشيزر ومعرة النعمان نحو جبل لبنان وحلب، وذلك يفسّر وجود الموارنة الملحوظ في المخطوطات المتعلقة التي ترقى لعام 956 وتلاشي ذكرهم بعد العام 1085، وقد شاطر رأيه كمال الصليبي وقبلاً هنري لامنس معتمدين على مؤرخين اثنين من القدماء هما البلاذري وثيوفانس.
فإذا كان القسم الغالب من الموارنة قد هاجر من وادي العاصي نحو الجبل، فهم بالتالي قطعًا ليسوا فينيقيين، وبالتالي فإنّه حسب رأي راجي مطر، لو سُلّم جدلاً أن الفينيقيين قومية خاصة، ولكون من الثابت أنهم سكنوا الساحل، فهذا يعني أنّ سنّة لبنان هم الفينيقيون لا الموارنة، لكونهم أغلبية المناطق الساحلية من طرابلس شمالاً وحتى صور جنوبًا. ويخلص الأب مطر لاعتبار «الأصول الفينيقية للموارنة مجرّد خرافة»، علمًا أن عددًا من المؤرخين أمثال هيروديت وكمال الصليبي نفوا أن يكون الفينيقيون قومية أو عرق خاص. بيير زلوعا، عالم الجينات في الجامعة اللبنانية الإمريكية قال أنه أجرى بحوثًا حول الأصل الفينيقي المفترض، وخلص أن 30% من اللبنانيين فقط يحملون الحمض النووي الخاص بذلك، وأكّد أن هذه الجينات «ليست حكرًا على طائفة معينة». في حين أشارت دراسات أخرى إلى أن الجينات الفينيقية موجودة بنسبة عالية بين 20% - 30% لدى جميع سكان سوريا وفلسطين وتونس أيضًا وليست حكرًا على لبنان بوجه الخصوص.

### المردة
أول من تحدث عن أصل الموارنة ونسبه للمردة هو البطريرك الدويهي، نقلاً عن المؤرخ ثيوفانس المتوفى عام 818، وقد قال الدويهي أن المردة هم أنفسهم الموارنة الذي خضعوا لحكم يوحنا مارون، ثم جاء يوسف السمعاني في القرن الثامن عشر ليؤكد هذه النظرية مستخلصًا أنّ «المردة أجداد أهالي لبنان والموارنة الحاليين»، ثم جاء المطران يوسف الدين الذي كتاب بإسهاب حول كون المردة هم الموارنة في كتابه الجامع المفصّل في تاريخ الموارنة المؤصل.
أما المردة حسب ثيوفانس، فهو قوم هاجموا لبنان عام 669 حين كان خاضعًا الحكم الأموي واستطاعوا السيطرة على البلاد الممتدة من الجبل الأسود وحتى حدود القدس، ويقول ثيوفانس أن أهالي البلاد والعبيد والأسرى انضموا إليهم حتى زاد عددهم عدة آلاف، ما أصاب معاوية بن أبي سفيان بالذعر، فأرسل موفدين إلى الإمبراطور قسطنطين الرابع ليقوم بدفع جزية سنوية مقابل استئمان جانب المردة، فوافق الإمبراطور وحرر الطرفان بذلك وثيقة مدتها ثلاثين عامًا. إلا أنه وعندما أصبح عبد الملك بن مروان خليفة عام 685 كانت الأوضاع الاقتصادية في سوريا سيئة وعادت هجمات المردة من لبنان على أراضي الأمويين، وبنتيجة مفاوضات وافق الإمبراطور يوستيان الثاني على إجلاء المردة من لبنان، وهو ما يلومه عليه ثيوفانس، إذ إنه «هدم بيديه السور النحاسي المنيع في لبنان» مقابل حصول الإمبراطور على ألفي دينار ذهبي سنويًا واقتسام ضريبة قبرص وأرمينيا، وقد بلغ عدد المخرجين من لبنان 12,000 شخص. ويقول الدويهي أن من «الموارنة المبعدين» عمل في البلاط وتزوج أميرات، وهكذا أصبحت العائلة الإمبراطورية مختلطة بالطائفة المارونية، دون أن يقدم تفاصيل أو أي مرجع استند إليه في هذا القول.
منذ أواخر القرن التاسع عشر تتالى المؤرخون الذين نقدوا صلة الموارنة بالمردة، أولهم هنري لامنس الذي أشار إلى أنه في جميع الكتابات السريانية واليونانية والعربية يشار إلى المردة بوصفهم «جندًا أو جماعة عسكرية» ما يخالف تمامًا الموارنة الذين نشؤوا حول رهبنة وشكلوا جماعة ريفية، ويقول أن المردة أغلب الظن قد جلبوا من بلاد فارس أو جهات بحر قزوين إلى الشرق. المطران السرياني الكاثوليكي يوسف داود، قال أنه لا وجود لدليل أن الموارنة تواجدوا يومًا في أرمينيا رغم أنّ الإمبراطور أجلى المردة إليها، وهو ما تابعه مؤرخون حديثون مثل كمال الصليبي وإلياس قطار وبولس نعمان، ويمكن القول أنه لم يعد في العصر الحاضر، أحد ينسب الموارنة إلى المردة، رغم رواج هذه النظرية في السابق، علمًا أن الدبس يقدم تفسيرًا للمصطلح بأنه ضد مصطلح «ملكي» الذي وهب للبيزنطيين الإنطاكيين الأرثوذكس، إلا أن هذا الرأي أبعد ما يكون عن تبيان أصل الموارنة، بل يوضع في مجال ديني بحت. ومع ذلك، فمن الممكن أن يكون عدة ألوف من المردة لم يجلوا عن المناطق التي احتلوها، بل استقروا في لبنان واندمجوا ضمن نسيجه الاجتماعي والموارنة أحد أطيافه، إلا أن ذلك لا يبرر أبدًا نسب الموارنة إليهم.

### العرب
العلاقة بين العرب وسكان سوريا الكبرى قديم للغاية ويرجع لما قبل الفتح الإسلامي لبلاد الشام بزمن طويل؛ فعلى سبيل المثال، كما أنّ مدينة نصيبين استقرت حولها قبائل بني ربيعة إحدى فروع بني تغلب لفترة طويلة، والرقة التي قدمت عشرين مطرانًا كما يذكر المؤرخ والبطريرك ميخائيل الكبير وكانت من أكبر أسقفيات السريان الأرثوذكس استقرّ فيها قبائل بني مضر، أما المناطق التي تواجد فيها موارنة، وشكلت حسب ديونيسيوس التلمحري ثقلهم، فمن ناحية في حمص وريفها من المعروف استقرار قبائل من بني كلب من الفترة السابقة للميلاد، وفي منبج استقرت فصائل من قبيلة طيء وتغلب، طبعًا وفي جميع هذه الأمصار إلى جانب السريان «سكان الهلال الأصلاء»، كما يقول المؤرخ السوري عبد القادر عيّاش، معترفًا بوجود التمازج بين السريان والعرب منذ ما قبل الميلاد. إضافة إلى ذلك، فإن أغلب هذه القبائل التي اعتنقت المسيحية لم تطور مذهبًا أو طقسًا فكريًا خاصًا بها، بل انخرطت في الطقس السرياني أو البيزنطي، ولم يكن هناك طقوس عربية. هذا التجاور المكاني، دفع عدد من المؤرخين ومنهم طانيوس شاهين الرئيس السابق لقسم التاريخ في الجامعة اللبنانية للقول أنه من غير الممكن إنكار وجود جذور عربيّة للموارنة، استنادًا إلى «التجاور المكاني». المؤرخ اللبناني كمال الصليبي حاول توسيع هذه النظرية وقال في كتابه «منزل ببيوت كثيرة» أن الموارنة لهم جذور مع قبائل عربية انتقلت من اليمن إلى بلاد الشام قبل الإسلام، ولم تعتنقه قط، ويصنفها بأنها من العرب العاربة.
خلال الفترة الممتدة من القرن الثاني عشر وحتى التاسع عشر وكما يذكر رستلهوبر، قنصل فرنسا في بيروت فإن الموارنة كانوا قد شكلوا بقيادة الكنيسة والإقطاع المحلي تنظيمًا قويًا، وأنشؤوا القرى الكبرى والبلدات، وعاشوا في جبلهم مدة طويلة في شبه عزلة. غير أنه ومع القرن التاسع عشر وما شهده من نهضة ثقافية وقومية عربية، كان من روادها عدد كبير من الموارنة، دفعت عدد من المؤرخين من أمثال طانيوس نجيم الذي ناقش موضوع «عروبة الموارنة» للقول: «إن لم يكن الموارنة عربًا بالعرق، فهم حكمًا عرب بالثقافة، وبما قدموه للثقافة العربية.» يمكن أن يذكر في هذا الصدد جرمانوس فرحات رئيس أساقفة حلب والذي قاد حملة مكافحة التتريك التي نظمتها جمعية الاتحاد والترقي، ويمكن أن يذكر أيضًا ناصيف اليازجي وبطرس البستاني، كما أن المدارس والجماعات التي بدأت أولاً في جبل لبنان كانت «أمهات جامعات المشرق»، ويذكر أيضًا أدوار مماثلة للموارنة في الأدب والشعر العربيين والمسرح والصحافة، ليس فقط في لبنان، إذ إن أعدادًا كبيرة قد هاجرت نحو مصر خلال عهد الخديوي إسماعيل، وإلى العالم الجديد خصوصًا نيويورك التي شهدت ميلاد الرابطة القلمية وريو دي جنيرو حيث نشط إلياس فرحات وسواه. وقد اعترف مؤرخو العرب الحديثون من مسلمين وسواهم بهذا الدور الهام للموارنة في الثقافة العربية.

## السياسة

### في ظل المماليك
يقول المجمع البطريركي الماروني أن الموارنة هم أكثر مسيحيي المشرق اختلاطًا بالعمل السياسي، وجذور ذلك يعود إلى أواخر القرن الثالث عشر والقرن الرابع عشر خلال عهد المماليك. فالسلطنة المملوكية، لم تول بلاد الشام أية أهمية، فانهارت زراعتها وانخفض عدد سكانها إلى الثلث، وغاب الأمن من الطرقات بين مدنها فتقلصت المبادلات التجارية، كما كانت السلطة المركزية وسلطة الولايات شبه غائبة عن الأرياف، ما أدى إلى بروز الزعامات والتنظيمات السياسية المحلية، وهذه عرفت عند الموارنة باسم «مقدّم»، ويرأس المقدمين أجمعهم «مقدم بشري».
انتهجت السلطة المملوكية خلال عهد المماليك البحرية سياسة قمع واضطهاد الأقليات الدينية، يذكر في هذا المجال حملة العام 1035 على الشيعة في كسروان وجبيل وحملة العام 1268 على بشري وحملة العام 1282 على بشري وإهدن ، ثم إحراق البطريرك جبرائيل حجولا حيًا في طرابلس عام 1367، غير أن المماليك البرجية منحوا الأقليات والمناطق شيءًا من حقوق إدارتها الذاتية واعترفوا بالمقدمين وقلّدوا مقدم بشري يعقوب بن أيوب منصب «الكاشف» في سلسلة المراتب المملوكية، وقد تم توارث هذه المرتبة بين أبناءه، وانتشار الأمن في شمال جبل لبنان ما دفع بانتقال البطريركية المارونية نفسها إلى وادي قاديشا قرب بشري عام 1440، ثم اعتراف البطريرك بالسلطة الزمنية للمقدم ومنحه رتبة «شدياق» في الكنيسة كنوع من العلاقة الطيبة بين السلطة الكنيسة والسلطة الزمنية.

### في ظل العثمانيين

#### الإمارة العسافية
في عام 1516 دخلت سوريا في إمرة الدولة العثمانية، ويقول الباحث في التاريخ الماروني الأباتي بولس نعمان أنّ الموارنة بعد الفتح العثماني ليسوا كالموارنة قبله، وقد تميّزت المرحلة العثمانية بكونها أكثر نموًا وأكثر انفتاحًا بالنسبة للموارنة. وكانت أغلب مناطق الموارنة تابعة لولاية طرابلس، وقد انتهج العثمانيون نهج التسامح الديني، ولم يتعرضوا للأقليات الدينية حينها. كان حكام جبل لبنان حينها من أنطلياس وحتى المنيطرة من آل عساف، وهو من السنّة الذين تحالفوا مع آل حبيش الموارنة لتوطيد دعائم الإمارة العسافية، وقد اتخذ الإمراء العسافيون سيّما الأمير منصور العسافي الذي تسلّم الإمارة عام 1523 مستشارين ومعاونين له من هذه العائلة، وينوّه بولس نعمان لكون زعامة آل حبيش كانت من نوع جديد في الحياة السياسيّة المارونية لم يألفه الموارنة من قبل، فهي لم تكن دينية كهنوتية كزعامة البطاركة وليست محلية ضيقة كالمقدمين، إذ تمكن آل حبيش كوكلاء الإمارة العسافية من الاطلاع على شؤون البلاد الداخلية والخارجية على حد سواء، وكانت علاقتهم مع البطاركة الموارنة جيدة ولم يناصبوهم المنافسة أو العداء. وقد شاطره رأيه أيضًا كمال الصليبي الذي يرى أن الموارنة دخلوا بشكل فعال في الإمارة العسافية التي كانت نوعًا ما «إمارة مدنية ذات أعراف إقطاعية وضعية»، واستمر الوضع متناغمًا في الجبل حتى 1569 حين خشي العثمانيون من تلاقي مصالح أهل الجبل ضد الدولة، فيعن يوسف سيفا واليًا على طرابلس، لكسر نفوذ آل عساف، وقد انتهى الصراع بين الطرفين بهزيمة آل عساف عام 1591 حين توفي الأمير محمد العسافي قرب البترون قبيل المعركة الفاصلة مع جيش الوالي.
سقط آل حبيش ومقدمو الموارنة الموالون لهم، تلقائيًا مع سقوط آل عساف، وتسلّط الوالي بفرض الضرائب الباهظة والتفرقة الدينية، وهو ما ساعد في نزوح الموارنة وانتشارهم في جزين والبقاع والشوف، حيث كان ومنذ عام 1584 يحكم الأمير فخر الدين المعني الثاني.

#### الإمارة المعنية
انتهج فخر الدين المعني الثاني سياسة تسامحيّة، واعتمد على آل الخازن من الموارنة كمساعدين له في صغائر أمور الدولة وكبائرها، واستطاع بمعونتهم أيضًا ضم المتن عام 1591 ثم بيروت عام 1598 وأخيرًا كسروان عام 1605 قاضيًا بذلك على نفوذ آل سيفا. وكثيرة هي التغيرات التي حصلت خلال عهد الإمارة المعنية، إذ تحولت كسروان إلى مقاطعة يديرها آل الخازن، وانتقل البطريرك يوحنا مخولف من كرسيه في قاديشا إلى الشوف هربًا من الوالي العثماني يوسف باشا في طرابلس، ونشأت وازدهرت قرى كبيرة وبلدات مثل دير القمر، ثم سيطر فخر الدين على جبيل والبترون وبشري عام 1621 وأوكل إدارتها لآل الخازن، الذين تعاملوا بدورهم مع إقطاع محلي أصغر من الموارنة ما ساهم في تعقيد البنية السياسية في الجبل. وبعد إعدام فخر الدين عام 1635 ظل دور المقدمين فاعلاً في الجبل، وظهر التنافس بين آل الخازن وآل حماده من الموحدين الدروز وظلت الإمارة المعنية قائمة حتى 1697 ويقول الدكتور إلياس كرم مقيمًا تلك الحقبة:
| موارنة | أحبّ الموارنة هذه الإمارة وخدموها وأخلصوا لها، وشاركوا في إعلاء شأنها، وتمرّسوا في مؤسساتها حتى ارتقوا أعلى المراتب، لاسيّما المدبريّة التي تسلمها آل الخازن، وتلاقت مصالحهم مع مصالح سائر ساكني الجبل من دروز وسنة، وعملوا معًا على تنظيم تراتبية حزبية وطبقية هامة. | موارنة |

## الأعلام
عدد من الموارنة برز على صعيد الشرق الأوسط والعالم، على صعيد الفن الطربي هناك عدد من المغنين المشهورين على مستوى الشرق الأوسط، والذين ينتمون للطائفة المارونية، مثل غسان صليبا وكذلك نوال الزغبي ونجوى كرم وصباح وإليسا وجوزيف عطية وغيرهم على صعيد الفن الشعبي، أما على صعيد الرياضة فهناك العديد من الفرق ذات الطابع الماروني سيّما في كرة السلة ومن أبرز وجوهها إيلي مشنتف، أما على صعيد السياسية فرالف نادر المرشح للرئاسة الولايات المتحدة سابقا ماروني، ويذكر أن أثرى رجل في العالم هو الماروني المكسيكي اللبناني الأصل كارلوس سليم الحلو، وكذلك الحال بالنسبة لعرش الجمال العالمي إذ أصبحت جورجينا رزق ملكة جمال الكون عام 1970، ونشاط الموارنة في عالم الموضة والأزياء ذو بصمة واضحة من خلال مصممين عالميين أمثال إيلي صعب وزهير مراد ومارون الشماس، ولا يقتصر نشاط الموارنة على هذه الميادين بل يشمل الأدب والشعر كسعيد عقل وجبران خليل جبران، والتأليف الموسيقي والتحليل الاقتصادي والإعلام كجورج قرداحي وأنطون شويري الذي يطلق عليه إمبراطور الإعلان العربي والتمثيل كيوسف الخال وأنطوان كرباج وقصي خولي، والعلوم فإلياس خوري الحائز على جائزة نوبل في الكيمياء وبيتر مدور الحائز على جائزة نوبل في الطب من المورانة كما ويعتبر مايكل دبغي أحد رواد جراحة القلب في العالم وشارل العشي المسؤول في وكالة الفضاء الأميركية ناسا وفي ميدان الاختراعات طوني فاضل وهو أحد مخترعي مشغل آي بود وهاتف آي فون، ونشاط الموارنة في الأعمال التجارية ذو بصمة واضحة خاصًة في أمريكا اللاتينية ويبرزون في مجال الأعمال التجارية، التجارة، الخدمات المصرفية، والصناعة منهم كارلوس غصن رئيس شركة نيسان ورينو، وهناك أيضًا عدد من النجوم العالميين من أصول مارونيّة من أمثال طوني شلهوب وسلمى حايك.

## وصلات خارجية
- الرعايا المارونية في بلدان الانتشار